# Rákosligeti izraelita temető
A Rákosligeti izraelita temető 1909-től szolgált a rákosligeti zsidók nyughelyéül. 1947 óta használaton kívül van.

## Története
A temető Budapest XVII. kerületében, Rákosligeten a Bártfai utca északi végének meghosszabbítása mentén terül el egy szántóföld peremén. Közút, vagy kiépített járda nem érinti egyik oldalát sem. A szomszédos telkek nagyrészt le vannak kerítve és vagy mezőgazdasági művelés alatt állnak, vagy nagyon elhanyagolt parlagon, emiatt csak nagyon nehezen megközelíthető. Környezetében csupán egyetlen épület található, a mellette álló gondnoki lakás. A temető rendben tartásáért a házban lakó gondnok felel.